# Lista över matchresultat i Elitserien i ishockey 1979/1980
Lista över matchresultat i grundserien av Elitserien i ishockey 1979/1980. Ligan inleddes den 27 september 1979 och avslutades 20 mars 1980.
| Nr | Lag             | S  | V  | O | F  | GM  | IM  | MS  | P  |
| -- | --------------- | -- | -- | - | -- | --- | --- | --- | -- |
| 1  | Leksands IF     | 36 | 18 | 7 | 11 | 156 | 124 | +32 | 43 |
| 2  | IF Björklöven   | 36 | 17 | 8 | 11 | 156 | 145 | +11 | 42 |
| 3  | Västra Frölunda | 36 | 19 | 3 | 14 | 153 | 137 | +16 | 41 |
| 4  | Brynäs IF       | 36 | 17 | 5 | 14 | 130 | 120 | +10 | 39 |
| 5  | AIK             | 36 | 16 | 6 | 14 | 137 | 127 | +10 | 38 |
| 6  | Djurgårdens IF  | 36 | 16 | 6 | 14 | 145 | 152 | −7  | 38 |
| 7  | Färjestad BK    | 36 | 14 | 8 | 14 | 142 | 145 | −3  | 36 |
| 8  | Modo AIK (RM)   | 36 | 15 | 5 | 16 | 154 | 139 | +15 | 35 |
| 9  | Skellefteå AIK  | 36 | 12 | 4 | 20 | 141 | 168 | −27 | 28 |
| 10 | HV71            | 36 | 8  | 4 | 24 | 113 | 170 | −57 | 20 |

## Matcher
| Datum Match Resultat Publik Spelplan Omgång 1 - 27 september 1979 Modo AIK-IF Björklöven 6-4 (4-0, 1-3, 1-1) 5314 Kempehallen - 27 september 1979 Skellefteå AIK-Färjestads BK 1-7 (1-3, 0-1, 0-3) 5862 Skellefteå isstadion - 27 september 1979 AIK-Brynäs IF 2-3 (1-0, 1-0, 0-3) 8602 Johanneshovs isstadion - 27 september 1979 Västra Frölunda IF-Djurgårdens IF 6-5 (3-0, 0-1, 3-4) 8402 Scandinavium - 27 september 1979 HV 71-Leksands IF 2-4 (2-2, 0-1, 0-1) 4493 Rosenlundshallen Omgång 2 - 30 september 1979 Leksands IF-Västra Frölunda IF 10-4 (3-0, 6-3, 1-1) 3807 Leksands isstadion - 30 september 1979 Djurgårdens IF-AIK 2-7 (1-1, 0-1, 1-5) 9572 Johanneshovs isstadion - 30 september 1979 Brynäs IF-Skellefteå AIK 4-1 (2-0, 1-1, 1-0) 5375 Gavlerinken - 30 september 1979 Färjestads BK-Modo AIK 1-8 (1-2, 0-3, 0-3) 405 Färjestads ishall - 30 september 1979 IF Björklöven-HV 71 6-4 (2-3, 2-1, 2-0) 4325 Umeå ishall Omgång 3 - 4 oktober 1979 Modo AIK-Brynäs IF 2-3 (0-2, 2-0, 0-1) 5619 Kempehallen - 4 oktober 1979 Skellefteå AIK-Djurgårdens IF 4-4 (3-1, 0-1, 1-2) 5022 Skellefteå isstadion - 4 oktober 1979 AIK-Leksands IF 4-4 (1-4, 3-0, 0-0) 9875 Johanneshovs isstadion - 4 oktober 1979 Västra Frölunda IF-HV 71 4-1 (3-0, 1-0, 0-1) 10055 Scandinavium - 4 oktober 1979 Färjestads BK-IF Björklöven 3-6 (1-1, 1-1, 1-4) 2895 Färjestads ishall Omgång 4 - 7 oktober 1979 HV 71-AIK 5-3 (1-1, 1-0, 3-2) 4483 Rosenlundshallen - 7 oktober 1979 Leksands IF-Skellefteå AIK 8-1 (3-0, 1-1, 4-0) 3672 Leksands isstadion - 7 oktober 1979 Djurgårdens IF-Modo AIK 2-6 (0-3, 0-1, 2-2) 8409 Johanneshovs isstadion - 7 oktober 1979 Brynäs IF-Färjestads BK 2-3 (0-1, 1-1, 1-1) 5362 Gavlerinken - 7 oktober 1979 IF Björklöven-Västra Frölunda IF 4-2 (2-1, 0-0, 2-1) 5007 Umeå ishall Omgång 5 - 11 oktober 1979 Modo AIK-Leksands IF 4-5 (2-2, 0-1, 2-2) 6101 Kempehallen - 11 oktober 1979 Skellefteå AIK-IF Björklöven 5-3 (1-0, 3-3, 1-0) 6693 Skellefteå isstadion - 11 oktober 1979 AIK-Västra Frölunda IF 2-8 (1-3, 0-2, 1-3) 6382 Johanneshovs isstadion - 11 oktober 1979 Brynäs IF-HV 71 3-1 (1-0, 1-1, 1-0) 3715 Gavlerinken - 11 oktober 1979 Färjestads BK-Djurgårdens IF 8-0 (1-0, 4-0, 3-0) 4339 Färjestads ishall Omgång 6 - 14 oktober 1979 Västra Frölunda IF-Skellefteå AIK 8-4 (3-3, 3-0, 2-1) 9333 Scandinavium - 14 oktober 1979 HV 71-Modo AIK 3-3 (1-1, 2-1, 0-1) 4470 Rosenlundshallen - 14 oktober 1979 Leksands IF-Färjestads BK 4-2 (1-0, 1-0, 2-2) 4465 Leksands isstadion - 14 oktober 1979 Djurgårdens IF-Brynäs IF 5-1 (0-1, 4-0, 1-0) 8854 Johanneshovs isstadion - 14 oktober 1979 IF Björklöven-AIK 4-4 (1-0, 2-3, 1-1) 4872 Umeå ishall Omgång 7 - 18 oktober 1979 Modo AIK-Västra Frölunda IF 1-4 (0-1, 0-1, 1-2) 5013 Kempehallen - 18 oktober 1979 Skellefteå AIK-AIK 1-4 (0-2, 1-1, 0-1) 4892 Skellefteå isstadion - 18 oktober 1979 Djurgårdens IF-IF Björklöven 8-3 (4-1, 2-0, 2-2) 7551 Johanneshovs isstadion - 18 oktober 1979 Brynäs IF-Leksands IF 3-5 (2-0, 0-2, 1-3) 7657 Gavlerinken - 18 oktober 1979 Färjestads BK-HV 71 4-2 (3-0, 0-1, 1-1) 3965 Färjestads ishall Omgång 8 - 21 oktober 1979 AIK-Modo AIK 6-3 (3-2, 2-0, 1-1) 8337 Johanneshovs isstadion - 21 oktober 1979 Västra Frölunda IF-Färjestads BK 5-5 (2-1, 3-1, 0-3) 12380 Scandinavium - 21 oktober 1979 HV 71-Skellefteå AIK 5-5 (2-2, 1-0, 2-3) 4469 Rosenlundshallen - 21 oktober 1979 Leksands IF-Djurgårdens IF 6-0 (3-0, 0-0, 3-0) 5540 Leksands isstadion - 21 oktober 1979 IF Björklöven-Brynäs IF 4-3 (1-1, 1-1, 2-1) 4788 Umeå ishall Omgång 9 - 25 oktober 1979 Modo AIK-Skellefteå AIK 8-1 (3-0, 2-0, 3-1) 4355 Kempehallen - 25 oktober 1979 Leksands IF-IF Björklöven 5-5 (3-1, 2-2, 0-2) 3316 Leksands isstadion - 25 oktober 1979 Djurgårdens IF-HV 71 6-4 (1-3, 2-1, 3-0) 7165 Johanneshovs isstadion - 25 oktober 1979 Brynäs IF-Västra Frölunda IF 5-3 (2-1, 1-1, 2-1) 4671 Gavlerinken - 25 oktober 1979 Färjestads BK-AIK 3-1 (1-0, 1-1, 1-0) 4734 Färjestads ishall Omgång 10 - 28 oktober 1979 Skellefteå AIK-Modo AIK 4-6 (1-4, 2-0, 1-2) 4429 Skellefteå isstadion - 28 oktober 1979 AIK-Färjestads BK 6-2 (1-1, 2-0, 3-1) 6422 Johanneshovs isstadion - 28 oktober 1979 Västra Frölunda IF-Brynäs IF 2-1 (1-1, 0-0, 1-0) 12384 Scandinavium - 28 oktober 1979 HV 71-Djurgårdens IF 0-3 (0-3, 0-0, 0-0) 4494 Rosenlundshallen - 28 oktober 1979 IF Björklöven-Leksands IF 0-1 (0-1, 0-0, 0-0) 5777 Umeå ishall Omgång 11 - 1 november 1979 Modo AIK-AIK 4-3 (0-2, 4-0, 0-1) 4600 Kempehallen - 1 november 1979 Skellefteå AIK-HV 71 0-5 (0-2, 0-1, 0-2) 4553 Skellefteå isstadion - 1 november 1979 Djurgårdens IF-Leksands IF 5-4 (3-2, 2-1, 0-1) 9584 Johanneshovs isstadion - 1 november 1979 Brynäs IF-IF Björklöven 10-4 (0-1, 4-2, 6-1) 4164 Gavlerinken - 1 november 1979 Färjestads BK-Västra Frölunda IF 5-0 (2-0, 1-0, 2-0) 4913 Färjestads ishall Omgång 12 - 3 november 1979 Västra Frölunda IF-Modo AIK 3-1 (2-0, 0-1, 1-0) 12384 Scandinavium - 4 november 1979 AIK-Skellefteå AIK 4-3 (0-1, 2-1, 2-1) 6423 Johanneshovs isstadion - 4 november 1979 HV 71-Färjestads BK 2-0 (0-0, 0-0, 2-0) 4355 Rosenlundshallen - 4 november 1979 Leksands IF-Brynäs IF 3-3 (1-1, 0-0, 2-2) 5682 Leksands isstadion - 4 november 1979 IF Björklöven-Djurgårdens IF 2-2 (1-1, 1-1, 0-0) 3741 Umeå ishall Omgång 13 - 11 november 1979 Modo AIK-HV 71 4-3 (1-0, 1-2, 2-1) 4127 Kempehallen - 11 november 1979 Skellefteå AIK-Västra Frölunda IF 7-3 (1-0, 1-2, 5-1) 3488 Skellefteå isstadion - 11 november 1979 AIK-IF Björklöven 3-4 (0-2, 2-1, 1-1) 6181 Johanneshovs isstadion - 11 november 1979 Brynäs IF-Djurgårdens IF 6-4 (1-2, 2-1, 3-1) 6688 Gavlerinken - 11 november 1979 Färjestads BK-Leksands IF 4-5 (1-2, 0-2, 3-1) 5141 Färjestads ishall Omgång 14 - 15 november 1979 Västra Frölunda IF-AIK 5-3 (3-2, 0-0, 2-1) 10140 Scandinavium - 15 november 1979 HV 71-Brynäs IF 1-3 (0-1, 1-0, 0-2) 4391 Rosenlundshallen - 15 november 1979 Leksands IF-Modo AIK 1-4 (0-1, 0-2, 1-1) 4278 Leksands isstadion - 15 november 1979 Djurgårdens IF-Färjestads BK 8-4 (2-2, 2-1, 4-1) 8113 Johanneshovs isstadion - 15 november 1979 IF Björklöven-Skellefteå AIK 6-4 (4-2, 0-0, 2-2) 5388 Umeå ishall Omgång 15 - 18 november 1979 Modo AIK-Djurgårdens IF 5-5 (1-3, 0-2, 4-0) 5240 Kempehallen - 18 november 1979 Skellefteå AIK-Leksands IF 7-3 (2-1, 1-0, 4-2) 4378 Skellefteå isstadion - 18 november 1979 AIK-HV 71 8-1 (2-0, 3-1, 3-0) 6175 Johanneshovs isstadion - 18 november 1979 Västra Frölunda IF-IF Björklöven 7-6 (3-2, 1-2, 3-2) 10259 Scandinavium - 18 november 1979 Färjestads BK-Brynäs IF 3-3 (1-1, 0-1, 2-1) 4482 Färjestads ishall Omgång 16 - 22 november 1979 HV 71-Västra Frölunda IF 1-7 (0-2, 0-3, 1-2) 4397 Rosenlundshallen - 22 november 1979 Leksands IF-AIK 1-2 (1-1, 0-1, 0-0) 3956 Leksands isstadion - 22 november 1979 Djurgårdens IF-Skellefteå AIK 6-2 (2-1, 0-1, 4-0) 7782 Johanneshovs isstadion - 22 november 1979 Brynäs IF-Modo AIK 3-3 (1-3, 2-0, 0-0) 6071 Gavlerinken - 22 november 1979 IF Björklöven-Färjestads BK 1-1 (0-0, 0-1, 1-0) 3304 Umeå ishall Omgång 17 - 25 november 1979 Leksands IF-HV 71 5-0 (0-0, 3-0, 2-0) 2716 Leksands isstadion - 25 november 1979 Djurgårdens IF-Västra Frölunda IF 8-7 (1-1, 3-2, 4-4) 9142 Johanneshovs isstadion - 25 november 1979 Brynäs IF-AIK 1-5 (1-2, 0-2, 0-1) 6154 Gavlerinken - 25 november 1979 Färjestads BK-Skellefteå AIK 5-3 (0-1, 3-1, 2-1) 2992 Färjestads ishall - 25 november 1979 IF Björklöven-Modo AIK 6-1 (2-1, 1-0, 3-0) 4503 Umeå ishall Omgång 18 - 29 november 1979 Modo AIK-Färjestads BK 2-5 (1-2, 1-1, 0-2) 3821 Kempehallen - 29 november 1979 Skellefteå AIK-Brynäs IF 3-4 (1-2, 0-1, 2-1) 4085 Skellefteå isstadion - 29 november 1979 AIK-Djurgårdens IF 2-2 (1-1, 0-1, 1-0) 9630 Johanneshovs isstadion - 29 november 1979 Västra Frölunda IF-Leksands IF 7-2 (4-0, 2-2, 1-0) 12428 Scandinavium - 29 november 1979 HV 71-IF Björklöven 1-6 (1-1, 0-1, 0-4) 3893 Rosenlundshallen | Omgång 19 - 2 december 1979 IF Björklöven-Skellefteå AIK 3-1 (0-0, 3-0, 0-1) 4018 Umeå ishall - 2 december 1979 Leksands IF-Modo AIK 3-2 (1-1, 1-1, 1-0) 3696 Leksands isstadion - 2 december 1979 Djurgårdens IF-Västra Frölunda IF 5-5 (2-0, 2-4, 1-1) 8236 Johanneshovs isstadion - 2 december 1979 HV 71-AIK 6-1 (3-0, 1-0, 2-1) 3705 Rosenlundshallen - 2 december 1979 Färjestads BK-Brynäs IF 5-2 (0-0, 2-1, 3-1) 3667 Färjestads ishall Omgång 20 - 6 december 1979 Brynäs IF-HV 71 3-4 (1-1, 0-2, 2-1) 3499 Gavlerinken - 6 december 1979 AIK-Djurgårdens IF 2-0 (1-0, 0-0, 1-0) 9472 Johanneshovs isstadion - 6 december 1979 Västra Frölunda IF-Leksands IF 4-8 (0-4, 2-2, 2-2) 12428 Scandinavium - 6 december 1979 Modo AIK-IF Björklöven 9-5 (2-1, 5-3, 2-1) 4563 Kempehallen - 6 december 1979 Skellefteå AIK-Färjestads BK 8-4 (3-1, 3-1, 2-2) 3335 Skellefteå isstadion Omgång 21 - 9 december 1979 IF Björklöven-Västra Frölunda IF 1-6 (0-1, 1-1, 0-4) 3593 Umeå ishall - 9 december 1979 Leksands IF-AIK 4-5 (1-1, 3-2, 0-2) 4668 Leksands isstadion - 9 december 1979 Djurgårdens IF-Brynäs IF 2-4 (1-1, 0-1, 1-2) 9410 Johanneshovs isstadion - 9 december 1979 HV 71-Färjestads BK 6-0 (2-0, 3-0, 1-0) 4451 Rosenlundshallen - 9 december 1979 Modo AIK-Skellefteå AIK 1-3 (1-1, 0-1, 0-1) 3853 Kempehallen Omgång 22 - 6 januari 1980 Färjestads BK-Djurgårdens IF 9-2 (5-1, 4-1, 0-0) 3540 Färjestads ishall - 6 januari 1980 Brynäs IF-Leksands IF 4-2 (1-0, 1-1, 2-1) 7051 Gavlerinken - 6 januari 1980 AIK-IF Björklöven 5-6 (1-1, 1-4, 3-1) 6363 Johanneshovs isstadion - 6 januari 1980 Västra Frölunda IF-Modo AIK 5-4 (2-2, 1-0, 2-2) 11414 Scandinavium - 6 januari 1980 Skellefteå AIK-HV 71 11-4 (5-2, 4-0, 2-2) 5025 Skellefteå isstadion Omgång 23 - 10 januari 1980 IF Björklöven-Brynäs IF 8-4 (6-0, 0-1, 2-3) 3192 Umeå ishall - 10 januari 1980 Leksands IF-Skellefteå AIK 4-4 (2-3, 1-1, 1-0) 2272 Leksands isstadion - 10 januari 1980 Djurgårdens IF-HV 71 5-2 (0-1, 5-1, 0-0) 5989 Johanneshovs isstadion - 10 januari 1980 Västra Frölunda IF-Färjestads BK 6-4 (3-1, 2-2, 1-1) 12148 Scandinavium - 10 januari 1980 Modo AIK-AIK 7-2 (2-1, 3-0, 2-1) 3872 Kempehallen Omgång 24 - 13 januari 1980 Färjestads BK-IF Björklöven 5-5 (3-2, 0-2, 2-1) 2877 Färjestads ishall - 13 januari 1980 Brynäs IF-Modo AIK 7-3 (2-1, 1-2, 4-0) 4589 Gavlerinken - 13 januari 1980 AIK-Västra Frölunda IF 5-2 (3-2, 1-0, 1-0) 6447 Johanneshovs isstadion - 13 januari 1980 Skellefteå AIK-Djurgårdens IF 5-6 (2-3, 2-1, 1-2) 5236 Skellefteå isstadion - 13 januari 1980 HV 71-Leksands IF 3-6 (1-2, 1-1, 1-3) 4345 Rosenlundshallen Omgång 25 - 17 januari 1980 IF Björklöven-HV 71 7-1 (1-0, 4-1, 2-0) 3624 Umeå ishall - 17 januari 1980 Leksands IF-Djurgårdens IF 7-0 (1-0, 3-0, 3-0) 3293 Leksands isstadion - 17 januari 1980 AIK-Skellefteå AIK 4-6 (1-2, 1-2, 2-2) 5816 Johanneshovs isstadion - 17 januari 1980 Västra Frölunda IF-Brynäs IF 1-5 (1-3, 0-0, 0-2) 12428 Scandinavium - 17 januari 1980 Modo AIK-Färjestads BK 3-3 (1-1, 1-1, 1-1) 3786 Kempehallen Omgång 26 - 20 januari 1980 Djurgårdens IF-IF Björklöven 3-5 (0-2, 1-2, 2-1) 7573 Johanneshovs isstadion - 20 januari 1980 HV 71-Modo AIK 7-7 (2-2, 2-1, 3-4) 3826 Rosenlundshallen - 20 januari 1980 Färjestads BK-Leksands IF 4-3 (2-2, 1-0, 1-1) 4482 Färjestads ishall - 20 januari 1980 Brynäs IF-AIK 2-5 (0-1, 2-3, 0-1) 5599 Gavlerinken - 20 januari 1980 Skellefteå AIK-Västra Frölunda IF 4-3 (2-0, 2-1, 0-2) 4881 Skellefteå isstadion Omgång 27 - 3 januari 1980 Västra Frölunda IF-HV 71 6-4 (0-2, 3-1, 3-1) 9138 Scandinavium - 24 januari 1980 IF Björklöven-Leksands IF 5-5 (1-3, 2-1, 2-1) 5007 Umeå ishall - 24 januari 1980 Brynäs IF-Skellefteå AIK 4-3 (0-2, 1-1, 3-0) 3241 Gavlerinken - 24 januari 1980 AIK-Färjestads BK 7-3 (2-1, 3-2, 2-0) 6204 Johanneshovs isstadion - 24 januari 1980 Modo AIK-Djurgårdens IF 5-3 (1-1, 2-0, 2-2) 3716 Kempehallen Omgång 28 - 27 januari 1980 Leksands IF-IF Björklöven 4-4 (2-1, 1-1, 1-2) 4130 Leksands isstadion - 27 januari 1980 Djurgårdens IF-Modo AIK 6-4 (2-1, 3-0, 1-3) 7805 Johanneshovs isstadion - 27 januari 1980 HV 71-Västra Frölunda IF 1-3 (0-1, 0-2, 1-0) 4475 Rosenlundshallen - 27 januari 1980 Färjestads BK-AIK 6-6 (2-2, 2-3, 2-1) 4090 Färjestads ishall - 27 januari 1980 Skellefteå AIK-Brynäs IF 7-6 (4-1, 0-2, 3-3) 4591 Skellefteå isstadion Omgång 29 - 31 januari 1980 IF Björklöven-Djurgårdens IF 5-4 (2-2, 3-1, 0-1) 3961 Umeå ishall - 31 januari 1980 Leksands IF-Färjestads BK 5-2 (3-0, 2-2, 0-0) 2960 Leksands isstadion - 31 januari 1980 AIK-Brynäs IF 3-3 (2-0, 1-1, 0-2) 9864 Johanneshovs isstadion - 31 januari 1980 Västra Frölunda IF-Skellefteå AIK 4-2 (1-0, 0-1, 3-1) 9012 Scandinavium - 31 januari 1980 Modo AIK-HV 71 9-2 (3-2, 5-0, 1-0) 3104 Kempehallen Omgång 30 - 3 februari 1980 Djurgårdens IF-Leksands IF 6-3 (2-0, 4-2, 0-1) 9875 Johanneshovs isstadion - 3 februari 1980 HV 71-IF Björklöven 7-4 (2-1, 2-0, 3-3) 3535 Rosenlundshallen - 3 februari 1980 Färjestads BK-Modo AIK 10-7 (3-1, 3-2, 4-4) 3777 Färjestads ishall - 3 februari 1980 Brynäs IF-Västra Frölunda IF 3-1 (2-0, 1-1, 0-0) 5936 Gavlerinken - 3 februari 1980 Skellefteå AIK-AIK 6-3 (1-0, 2-1, 3-2) 4491 Skellefteå isstadion Omgång 31 - 2 mars 1980 IF Björklöven-Färjestads BK 2-3 (0-2, 0-1, 2-0) 3423 Umeå ishall - 2 mars 1980 Leksands IF-HV 71 5-4 (2-2, 1-0, 2-2) 1932 Leksands isstadion - 2 mars 1980 Djurgårdens IF-Skellefteå AIK 7-5 (3-3, 3-1, 1-1) 6413 Johanneshovs isstadion - 2 mars 1980 Västra Frölunda IF-AIK 3-1 (0-0, 2-0, 1-1) 10349 Scandinavium - 2 mars 1980 Modo AIK-Brynäs IF 4-3 (2-1, 2-1, 0-1) 3726 Kempehallen Omgång 32 - 6 mars 1980 HV 71-Djurgårdens IF 5-7 (1-2, 3-1, 1-4) 3430 Rosenlundshallen - 6 mars 1980 Färjestads BK-Västra Frölunda IF 5-4 (1-2, 1-1, 3-1) 5015 Färjestads ishall - 6 mars 1980 Brynäs IF-IF Björklöven 2-3 (0-0, 1-1, 1-2) 4301 Gavlerinken - 6 mars 1980 AIK-Modo AIK 4-2 (1-1, 2-0, 1-1) 6014 Johanneshovs isstadion - 6 mars 1980 Skellefteå AIK-Leksands IF 6-3 (2-1, 4-1, 0-1) 3046 Skellefteå isstadion Omgång 33 - 9 mars 1980 IF Björklöven-AIK 6-0 (2-0, 1-0, 3-0) 4131 Umeå ishall - 9 mars 1980 Leksands IF-Brynäs IF 6-4 (0-2, 3-1, 3-1) 4337 Leksands isstadion - 9 mars 1980 Djurgårdens IF-Färjestads BK 8-3 (3-0, 4-1, 1-2) 8794 Johanneshovs isstadion - 9 mars 1980 HV 71-Skellefteå AIK 6-5 (1-2, 2-2, 3-1) 3289 Rosenlundshallen - 9 mars 1980 Modo AIK-Västra Frölunda IF 4-0 (1-0, 1-0, 2-0) 3080 Kempehallen Omgång 34 - 13 mars 1980 Färjestads BK-HV 71 4-4 (2-1, 1-1, 1-2) 3197 Färjestads ishall - 13 mars 1980 Brynäs IF-Djurgårdens IF 3-2 (1-0, 0-2, 2-0) 6275 Gavlerinken - 13 mars 1980 AIK-Leksands IF 6-4 (2-1, 2-0, 2-3) 9120 Johanneshovs isstadion - 13 mars 1980 Västra Frölunda IF-IF Björklöven 10-4 (3-1, 5-1, 2-2) 9828 Scandinavium - 13 mars 1980 Skellefteå AIK-Modo AIK 3-8 (1-2, 2-3, 0-3) 3090 Skellefteå isstadion Omgång 35 - 16 mars 1980 Brynäs IF-Färjestads BK 5-5 (2-1, 2-3, 1-1) 6030 Gavlerinken - 16 mars 1980 AIK-HV 71 8-4 (2-1, 1-2, 5-1) 5544 Johanneshovs isstadion - 16 mars 1980 Västra Frölunda IF-Djurgårdens IF 2-3 (1-3, 1-0, 0-0) 10371 Scandinavium - 16 mars 1980 Modo AIK-Leksands IF 1-5 (0-3, 0-1, 1-1) 4599 Kempehallen - 16 mars 1980 Skellefteå AIK-IF Björklöven 3-3 (1-2, 1-0, 1-1) 3984 Skellefteå isstadion Omgång 36 - 20 mars 1980 IF Björklöven-Modo AIK 6-3 (0-2, 3-0, 3-1) 3269 Umeå ishall - 20 mars 1980 Leksands IF-Västra Frölunda IF 3-3 (1-0, 1-2, 1-1) 3060 Leksands isstadion - 20 mars 1980 Djurgårdens IF-AIK 1-1 (1-0, 0-0, 0-1) 9785 Johanneshovs isstadion - 20 mars 1980 HV 71-Brynäs IF 2-5 (1-2, 1-1, 0-2) 4020 Rosenlundshallen - 20 mars 1980 Färjestads BK-Skellefteå AIK 2-3 (1-1, 0-0, 1-2) 2472 Färjestads ishall |